# Czeskie odznaczenia
| Baretka                           | Nazwa |
| Odznaczenia państwowe             | Odznaczenia państwowe |
| --------------------------------- | --- |
|                                   | Order Lwa Białego I Klasy (Rad Bileho Lva 1 tridy) |
|                                   | Order Lwa Białego II Klasy (Rad Bileho Lva 2 tridy) |
|                                   | Order Lwa Białego III Klasy (Rad Bileho Lva 3 tridy) |
|                                   | Order Lwa Białego IV Klasy (Rad Bileho Lva 4 tridy) |
|                                   | Order Lwa Białego V Klasy (Rad Bileho Lva 5 tridy) |
|                                   | Order Tomáša Garrigue Masaryka I Klasy (Rad Tomáša Garrigue Masaryka 1 tridy)                                                                                                |
|                                   | Order Tomáša Garrigue Masaryka II Klasy (Rad Tomáša Garrigue Masaryka 2 tridy)                                                                                               |
|                                   | Order Tomáša Garrigue Masaryka III Klasy (Rad Tomáša Garrigue Masaryka 3 tridy)                                                                                              |
|                                   | Order Tomáša Garrigue Masaryka IV Klasy (Rad Tomáša Garrigue Masaryka 4 tridy)                                                                                               |
|                                   | Order Tomáša Garrigue Masaryka V Klasy (Rad Tomáša Garrigue Masaryka 5 tridy)                                                                                                |
|                                   | Medal Za Bohaterstwo (Medaile Za hrdinstvi) |
|                                   | Medal Za Zasługi I Stopnia (Medaile Za zasluhy 1. stupeň) |
|                                   | Medal Za Zasługi II Stopnia (Medaile Za zasluhy 2. stupeň) |
|                                   | Medal Za Zasługi III Stopnia (Medaile Za zasluhy 3. stupeň) |
| Odznaczenia resortowe wojskowe    | |
|                                   | Krzyż Zasługi Ministra Obrony Republiki Czeskiej I Stopnia (Záslužný kříž ministra obrany České republiky 1. stupeň)                                                         |
|                                   | Krzyż Zasługi Ministra Obrony Republiki Czeskiej II Stopnia (Záslužný kříž ministra obrany České republiky 2. stupeň)                                                        |
|                                   | Krzyż Zasługi Ministra Obrony Republiki Czeskiej III Stopnia (Záslužný kříž ministra obrany České republiky 3. stupeň)                                                       |
|                                   | Medal za Rany (Medaile za zraneni) |
|                                   | Medal Ministra Obrony za Służbę Zagraniczną – ogólny (Medaile ministra obrany za službu v zahraničí – všeobecná)                                                             |
|                                   | Medal Ministra Obrony za Służbę Zagraniczną – ogólny, I Stopnia (Medaile ministra obrany za službu v zahraničí – všeobecná, 1. stupeň)                                       |
|                                   | Medal Ministra Obrony za Służbę Zagraniczną – ogólny, II Stopnia (Medaile ministra obrany za službu v zahraničí – všeobecná, 2. stupeň)                                      |
|                                   | Medal Ministra Obrony za Służbę Zagraniczną – ogólny, III Stopnia (Medaile ministra obrany za službu v zahraničí – všeobecná, 3. stupeň)                                     |
|                                   | Medal Ministra Obrony za Służbę Zagraniczną – za misję bojową, I Stopnia (Medaile ministra obrany za službu v zahraničí – bojová mise; 1. stupeň)                            |
|                                   | Medal Ministra Obrony za Służbę Zagraniczną – za misję bojową, II Stopnia (Medaile ministra obrany za službu v zahraničí – bojová mise; 2. stupeň)                           |
|                                   | Medal Ministra Obrony za Służbę Zagraniczną – za misję bojową, III Stopnia (Medaile ministra obrany za službu v zahraničí – bojová mise; 3. stupeň)                          |
|                                   | Medal Ministra Obrony za Służbę Zagraniczną – za KFOR, I Stopnia (Medaile ministra obrany za službu v zahraničí – operace KFOR; 1. stupeň)                                   |
|                                   | Medal Ministra Obrony za Służbę Zagraniczną – za KFOR, II Stopnia (Medaile ministra obrany za službu v zahraničí – operace KFOR; 2. stupeň)                                  |
|                                   | Medal Ministra Obrony za Służbę Zagraniczną – za KFOR, III Stopnia (Medaile ministra obrany za službu v zahraničí – operace KFOR; 3. stupeň)                                 |
|                                   | Medal Ministra Obrony za Służbę Zagraniczną – za SFOR, ogólna (Medaile ministra obrany za službu v zahraničí – operace SFOR)                                                 |
|                                   | Medal Ministra Obrony za Służbę Zagraniczną – za SFOR, I Stopnia (Medaile ministra obrany za službu v zahraničí – operace SFOR; 1. stupeň)                                   |
|                                   | Medal Ministra Obrony za Służbę Zagraniczną – za SFOR, II Stopnia (Medaile ministra obrany za službu v zahraničí – operace SFOR; 2. stupeň)                                  |
|                                   | Medal Ministra Obrony za Służbę Zagraniczną – za SFOR, III Stopnia (Medaile ministra obrany za službu v zahraničí – operace SFOR; 3. stupeň)                                 |
|                                   | Medal Ministra Obrony za Służbę Zagraniczną – za Enduring Freedom, I Stopnia (Medaile ministra obrany za službu v zahraničí – mise EF; 1. stupeň)                            |
|                                   | Medal Ministra Obrony za Służbę Zagraniczną – za Enduring Freedom, II Stopnia (Medaile ministra obrany za službu v zahraničí – mise EF; 2. stupeň)                           |
|                                   | Medal Ministra Obrony za Służbę Zagraniczną – za Enduring Freedom, III Stopnia (Medaile ministra obrany za službu v zahraničí – mise EF; 3. stupeň)                          |
|                                   | Medal Ministra Obrony za Służbę Zagraniczną – za ISAF, I Stopnia (Medaile ministra obrany za službu v zahraničí – operace ISAF; 1. stupeň)                                   |
|                                   | Medal Ministra Obrony za Służbę Zagraniczną – za ISAF, II Stopnia (Medaile ministra obrany za službu v zahraničí – operace ISAF; 2. stupeň)                                  |
|                                   | Medal Ministra Obrony za Służbę Zagraniczną – za ISAF, III Stopnia (Medaile ministra obrany za službu v zahraničí – operace ISAF; 3. stupeň)                                 |
|                                   | Medal Ministra Obrony za Służbę Zagraniczną – za misje w Iraku, I Stopnia (Medaile ministra obrany za službu v zahraničí – mise Irák; 1. stupeň)                             |
|                                   | Medal Ministra Obrony za Służbę Zagraniczną – za misje w Iraku, II Stopnia (Medaile ministra obrany za službu v zahraničí – mise Irák; 2. stupeň)                            |
|                                   | Medal Ministra Obrony za Służbę Zagraniczną – za misje w Iraku, III Stopnia (Medaile ministra obrany za službu v zahraničí – mise Irák; 3. stupeň)                           |
|                                   | Medal Ministra Obrony za Służbę Zagraniczną – za misje w Afryce, I Stopnia (Medaile ministra obrany za službu v zahraničí – Afrika; 1. stupeň)                               |
|                                   | Medal Ministra Obrony za Służbę Zagraniczną – za misje w Afryce, II Stopnia (Medaile ministra obrany za službu v zahraničí – Afrika; 2. stupeň)                              |
|                                   | Medal Ministra Obrony za Służbę Zagraniczną – za misje w Afryce, III Stopnia (Medaile ministra obrany za službu v zahraničí – Afrika; 3. stupeň)                             |
|                                   | Medal Sił Zbrojnych Republiki Czeskiej I Stopnia (Medaile Armády České republiky 1. stupeň); 1996-2009                                                                       |
|                                   | Medal Sił Zbrojnych Republiki Czeskiej II Stopnia (Medaile Armády České republiky 2. stupeň); 1996-2009                                                                      |
|                                   | Medal Sił Zbrojnych Republiki Czeskiej III Stopnia (Medaile Armády České republiky 3. stupeň); 1996-2009                                                                     |
|                                   | Medal Za Służbę w Siłach Zbrojnych Republiki Czeskiej I Stopnia z symbolem "XX" (Medaile Za službu v ozbrojených silách České republiky 1. stupeň se symbolem "XX"); od 2009 |
|                                   | Medal Za Służbę w Siłach Zbrojnych Republiki Czeskiej I Stopnia (Medaile Za službu v ozbrojených silách České republiky 1. stupeň); od 2009                                  |
|                                   | Medal Za Służbę w Siłach Zbrojnych Republiki Czeskiej II Stopnia (Medaile Za službu v ozbrojených silách České republiky 2. stupeň); od 2009                                 |
|                                   | Medal Za Służbę w Siłach Zbrojnych Republiki Czeskiej III Stopnia (Medaile Za službu v ozbrojených silách České republiky 3. stupeň); od 2009                                |
| Odznaki honorowe (lista niepełna) | |
|                                   | Krzyż Obrony Państwa Ministra Obrony Republiki Czeskiej (Kříž obrany státu ministra obrany České republiky)                                                                  |
|                                   | Wyróżnienie Złote Lipy Ministra Obrony Republiki Czeskiej (Vyznamenání Zlaté lípy ministra obrany České republiky)                                                           |
|                                   | Medal Honorowy Pamiątkowy za 90-lecia Republiki Czechosłowackiej (Čestná pamětní medaile k 90. výročí vzniku Československé republiky)                                       |
|                                   | Medal Karela Kramářa (Medaile Karla Kramáře) |
|                                   | Odznaka Pamiątkowa kapitana sztabowego Václava Morávka (Pamětní odznak štábního kapitána Václava Morávka)                                                                    |
|                                   | Honorowa Odznaka Pamiątkowa "Za Służbę dla Pokoju" (Čestný pamětní odznak za službu míru)                                                                                    |
|                                   | Honorowa Odznaka Pamiątkowa 'Za Służbę w Misji IFOR' (Čestný pamětní odznak za službu v misi IFOR)                                                                           |
|                                   | Honorowa Odznaka Pamiątkowa 'Za Służbę w Misji SFOR' (Čestný pamětní odznak za službu v misi SFOR)                                                                           |
|                                   | Honorowa Odznaka Pamiątkowa 'Za Służbę w Misji Pokojowej na Bałkanach' (Čestný pamětní odznak za službu v mírové misi na Balkáně)                                            |
|                                   | Honorowa Odznaka Pamiątkowa '50 lat NATO' (Čestný pamětní odznak 50 let NATO)                                                                                                |
|                                   | Odznaka Pamiątkowa 'Szczyt NATO Praga 2002' (Pamětní odznak Summit NATO Praha 2002)                                                                                          |
|                                   | Odznaka Pamiątkowa 'NATO 1999-2004' (Pamětní odznak NATO 1999-2004) |
|                                   | Odznaka Honorowa Przemysła Ottokara II, Króla Żelaznego i Złotego (Čestný odznak Přemysla Otakara II., krále železného a zlatého)                                            |
|                                   | Honorowa Odznaka Pamiątkowa '50. Rocznica Utworzenia Czechosłowackich Wojsk Spadochronowych' (Čestný pamětní odznak k 50. výročí vzniku čs. výsadkového vojska)              |
|                                   | Odznaka Honorowa im. gen. dra prawa Viktora Spěváčka (Čestný odznak generála JUDr. Viktora Spěváčka)                                                                         |
|                                   | Odznaka Pamiątkowa Logistyki Wojskowej (Pamětní odznak vojenské logistiky)                                                                                                   |
|                                   | Odznaka Pamiątkowa Dowództwa Sił Powietrznych (Pamětní odznak Velitelství vzdušných sil)                                                                                     |
|                                   | Pamiątkowa Odznaka Honorowa 60. Rocznicy Zakończenia II Wojny Światowej (Pamětní medaile k 60. ukončení 2. světové války) – wariant z liczbą "60"                            |
|                                   | Pamiątkowa Odznaka Honorowa 60. Rocznicy Zakończenia II Wojny Światowej (Pamětní medaile k 60. ukončení 2. světové války) – wariant z miniaturką medalu                      |
| Odznaczenia resortowe cywilne     | |
|                                   | Medal za Zasługi dla Dyplomacji (Medaile Za zásluhy o diplomacii) |